# Війна в Афганістані (2015—2021)
Війна в Афганістані (2015—2021) — військовий конфлікт, що розпочався на початку січня 2015 року, після початку виведення військ НАТО з Афганістану, і завершився перемогою Талібану.

## Історія конфлікту
Між Афганістаном і США підписали двосторонню угоду, згідно з якою частина військ НАТО залишиться в країні навіть після офіційної дати їх виведення та надасть афганським військам допомогу в боротьбі з антиурядовими угрупованнями. Залишилося близько 13 тисяч солдатів НАТО, з яких 9800 осіб мав скласти американський контингент.
У січні 2015 терористи почали активну діяльність у Кабулі. НАТО ухвалило рішення відновити військові дії, зупинені наприкінці 2014 року.

## Хронологія війни

### 2015 рік
- 5 січня 2015 — вибух автомобіля в центрі Кабула. Загинула 1 людина, 5 отримали поранення. Відповідальність за атаку на себе взяли бойовики угруповання «Талібан».
- Середина січня 2015 — угруповання ІДІЛ оголосило про початок своєї діяльності в Афганістані, однак, за даними ЗС Афганістану, угруповання дуже мале.
- 18 березня 2015 — ЗС Афганістану заявили про ліквідацію представника ІДІЛ в Афганістані.
- 19 березня 2015 — США заявили про продовження свого перебування на території Афганістану до грудня 2015 для боротьби з талібами та ІД.
- 3 жовтня 2015 — через авіаналіт авіації НАТО на лікарню міжнародної організації «Лікарі без кордонів», за даними ЗС Афганістану (вони запросили допомогу сил альянсу) в ній перебували терористи-таліби, щонайменше 22 мирних мешканці загинуло; у той же час у місті та біля нього тривали бої між ЗС Афганістану й талібами[1][2].

### 2016 рік
- 1 січня — вибухнула машина поруч із французьким рестораном у Кабулі. Відповідальність за те, що трапилось, узяв на себе рух Талібан. Вибух прогримів також і в районі посольств та урядових будівель[3].

### 2017 рік
- 10 січня — подвійний теракт у Кабулі. Загинули 49 осіб[4].

### 2018 рік
- 1 січня — загинув начальник окружної поліції, Мохаммад Ібрагім, і двох поліцейських поранили внаслідок перестрілки з талібами[5].

### 2019 рік
- 1 січня — таліби вбили 5 військових[6].

### 2020 рік
- 1 січня — понад 20 військових загинули при нападі талібів[7].

### 2021 рік
- 14 квітня — новий президент США Джо Байден заявив про початок повного виведення військ США з Афганістану з 1 травня 2021 року[8]. Також американці висловили готовність надати в'їзні візи в США для 18 тисяч афганських союзників і 53 тисяч членів їхніх сімей[9].
- 15 серпня — до кінця виведення військ США з Афганістану таліби захопили всі головні міста країни та ввійшли до Кабулу. Чинний тоді президент країни Ашраф Гані зрікся влади й утік до Таджикистану.

## Участь Росії
У квітні 2017 року командувач американських сил в Афганістані генерал Джон Ніколсон повідомив, що РФ здійснює постачання зброї та фінансову підтримку талібів. Росія заперечує надання матеріальної або фінансової допомоги талібам, однак заявила, що підтримує зв'язки з офіційними особами «Талібану», щоб підштовхнути їх до мирних переговорів. У липні CNN опублікувала відеоматеріал, де зафільмовано використання бойовиками зброї російського виробництва, однак видання зазначає, що це не є стовідсотковим підтвердженням, а лише додає ваги висунутим звинуваченням. Також зазначається, що 2 угруповання бойовиків стверджують, що володіють зброєю, переданою російським урядом.